# 成瀬駒男
成瀬 駒男（なるせ こまお、1931年3月12日 - 1995年8月14日）は、日本のフランス文学者、翻訳家。

## 経歴
神奈川県横浜市生まれ。1953年、東京大学文学部仏文科卒業。同大学院修士課程修了。國學院大学文学部助教授、教授。
1995年8月14日、在任中に肝不全のため死去。
ルネサンスの民衆文化などを研究、『マルタン・ゲールの帰還』などアナール派の歴史書の翻訳で知られる。

## 著書
- 『ルネサンスの謝肉祭：ジャック・カロ』（小沢書店、小沢コレクション32） 1978.6

## 翻訳
- 『実験小説論』（エミール・ゾラ、東西五月社、フランス文学全集7） 1960
- 『世界詩人全集 20 フランス編』（新潮社） 1969 ：サン＝ジョン・ペルスを担当
- 『バロック論』（エウヘニオ・ドールス、筑摩書房） 1969、のち復刊（筑摩叢書） 1985
- 『地中海の瞑想』（ジャン・グルニエ、竹内書店、AL選書） 1971
- 『児らに語る自伝 猛将プロテスタントの愛と血と詩』（アグリッパ・ドービニェ、平凡社） 1988.8

### ナタリー・ゼーモン・デーヴィス
- 『マルタン・ゲールの帰還 - 16世紀フランスの偽亭主事件』（ナタリー・ゼーモン・デーヴィス、平凡社） 1985.11
  - 『帰ってきたマルタン・ゲール - 16世紀フランスのにせ亭主騒動』（平凡社ライブラリー） 1993.12
- 『愚者の王国異端の都市 近代初期フランスの民衆文化』（ナタリー・ゼーモン・デーヴィス、平凡社、テオリア叢書） 1987.2
- 『古文書の中のフィクション 16世紀フランスの恩赦嘆願の物語』（ナタリー・ゼーモン・デーヴィス、宮下志朗共訳、平凡社選書） 1990.2

### フィリップ・アリエス
- 『死と歴史 西欧中世から現代へ』（フィリップ・アリエス、 伊藤晃共訳、みすず書房） 1983.12、新版2006
- 『日曜歴史家』（フィリップ・アリエス、みすず書房） 1985.10
- 『死を前にした人間』（フィリップ・アリエス、みすず書房） 1990.11
- 『歴史家の歩み』（フィリップ・アリエス、伊藤晃共訳、法政大学出版局、叢書・ウニベルシタス） 1999.9

## 参考
- みすず書房のサイト